# Liste des aéroports en république du Congo
Voici une liste des aéroports de la République du Congo, triés par lieu.

## Carte
| Impfondo Brazzaville Ouésso Pointe-Noire Owando Ollombo |

## Liste
| Lieu                                         | OACI | AITA | Nom                                   |
| -------------------------------------------- | ---- | ---- | ------------------------------------- |
| Bétou                                        | FCOT | BTB  | Aéroport de Bétou                     |
| Boundji                                      | FCOB | BOE  | Aéroport de Boundji (en)              |
| Brazzaville                                  | FCBB | BZV  | Aéroport international Maya-Maya      |
| Djambala                                     | FCBD | DJM  | Aéroport de Djambala (en)             |
| Dolisie                                      | FCPD | DIS  | Aéroport de Dolisie                   |
| Enyellé                                      |      |      | Aéroport d'Enyellé                    |
| Ewo                                          | FCOE | EWO  | Aéroport d'Ewo (en)                   |
| Gamboma                                      | FCOG | GMM  | Aéroport de Gamboma                   |
| Impfondo                                     | FCOI | ION  | Aérodrome d'Impfondo                  |
| Kéllé                                        | FCOK | KEE  | Aéroport de Kéllé (en)                |
| Kindamba                                     | FCBK | KNJ  | Aéroport de Kindamba (en)             |
| Makabana                                     | FCPA | KMK  | Aéroport de Makabana (en)             |
| Makoua                                       | FCOM | MKJ  | Aérodrome de Makoua                   |
| Mossendjo                                    | FCMM | MSX  | Aéroport de Mossendjo (en)            |
| Mouyondzi                                    | FCBM | MUY  | Aéroport de Mouyondzi (en) - Fermé    |
| Nkayi                                        | FCBY | NKY  | Aéroport de Yokangassi (en)           |
| Oyo                                          | FCOD | OLL  | Aéroport Oyo-Ollombo                  |
| Okoyo                                        |      | OKG  | Aéroport d'Okoyo (en)                 |
| Ouesso                                       | FCOU | OUE  | Aérodrome d'Ouésso                    |
| Owando                                       | FCOO | FTX  | Aérodrome d'Owando                    |
| Pointe-Noire                                 | FCPP | PNR  | Aéroport international Agostinho-Neto |
| Sibiti                                       | FCBS | SIB  | Aéroport de Sibiti (en)               |
| Souanké                                      | FCOS | SOE  | Aéroport de Souanké (en)              |
| Zanaga                                       | FCBZ | ANJ  | Aéroport de Zanaga (en)               |
| Aéroports avec des coordonnées non vérifiées |      |      |                                       |
| Akana                                        | FCBL | LCO  | Aéroport de Lague (en)                |